# Wici
Wici – starodawny sposób zwoływania wojowników i rycerzy na wyprawę wojenną. 
Początkowo były to pęki łoziny lub powrozów rozsyłane przez króla do najważniejszych urzędników  w regionie (wojewodów, starostów, kasztelanów), którzy dalej przekazywali je swoim podwładnym za pomocą posłańców używając systemu sztafetowego. Pęki powrozów były symbolem kary na uchylających się od powinności.
W późniejszym okresie wici zostały zastąpione pisemnym listem zwołującym pospolite ruszenie.
Słanie wici wpisywane było do Libri Inscriptionum Metryki Koronnej.
Obecnie, używane jako przenośnia, oznacza komunikat o ważnych sprawach.